# Òmnium Cultural
Òmnium Cultural é uma entidade sem ânimo de lucro fundada em 1961 que trabalha pela promoção da língua e a cultura catalã, a educação, a coesão social e a defesa dos direitos nacionais da Catalunha.
Em 2017 a Òmnium Cultural tinha mais de 90.000 sócios distribuídos pelas suas 40 sedes territoriais e em junho do 2018 anunciava que o número quase chegava aos 120.000. Também tem uma vinculação direta com a Ação Cultural do País Valenciano e a Obra Cultural Balear no marco da Federação Llull.

## História
Òmnium Cultural foi fundada em 11 de julho de 1961 por Lluís Carulla, Joan Baptista Cendrós, Fèlix Millet, Joan Vallvé e Paz Riera. Fèlix Millet foi o primeiro presidente da entidade e foi sucedido por Paz Riera, Joan Vallvé, Joan Carreras e Josep Millàs. Em dezembro de 1963, poucos dias depois das declarações de abade Aureli M. Escarré ao jornal Le Monde em defesa da identidade catalã, a Òmnium Cultural foi identificada e fechada por ordens do governador civil Antonio Ibáñez Freire, mas continuou a trabalhar clandestinamente na defesa e promoção da língua e  cultura catalãs. Esta situação prolongou-se até 1967, quando a entidade recebeu autorização da Administração.
Durante os anos 70, 80 e 90 do séc. XX, a Òmnium vai levar a cabo numerosas campanhas para promover o catalão em diferentes âmbitos (escola, livros, restauração, nos meios de comunicação) e para defender os direitos nacionais de Catalunha (campanha "Freedom For Catalonia", campanha pelo CAT nas matrículas, etc.). A partir de 2003, sob a presidência de Jordi Porta, a entidade vai renovar-se com o impulso de novos projetos e atividades (Festa pela Liberdade, programas de coesão social, novos programas culturais), com uma nova imagem gráfica e uma mudança de localização da sede nacional, do Palácio Dalmases para a Rua Diputació, 276, no Eixample de Barcelona.
A Òmnium foi encarregada de organizar a manifestação que teve lugar o 10 de julho de 2010 em Barcelona, sob o lema "Somos uma nação. Nós decidimos", e em 29 de junho de 2013 organizou o Concerto pela Liberdade no Camp Nou, com o apoio do Assembleia Nacional Catalã (ANC) e outras entidades. Nos anos 2013 e 2014 impulsionou a campanha "Um país normal". Ainda em 2014, com o ANC, pôs em marcha a campanha "Agora é a hora", a favor da independência da Catalunha, quando estava próxima a consulta à população sobre a independência da Catalunha de 9 de novembro daquele mesmo ano. A campanha teve uma réplica no verão de 2015, antes das eleições para o Parlamento da Catalunha de 2015. Devido à participação de Muriel Casals na lista independentista Juntos pelo Sim, a então presidenta da Òmnium deixou o cargo, sucedendo-a Quim Torra  até a assembleia celebrada o 19 de dezembro de 2015, momento em que foi eleito presidente Jordi Cuixart. 
Em 16 de outubro de 2017 a juíza da Audiência Nacional (Espanha) Carmen Lamela decretou prisão incondicional para Jordi Cuixart no seguimento da Operação Anubis. Também ordenou prisão por Jordi Sànchez, presidente do ANC. A justiça acusa a Òmnium e a ANC de convocar a concentração de 20 de setembro em frente ao Departamento de Economia, acusando-os de dificultar o trabalho da Guarda Civil (Espanha). Desde então, várias organizações incluindo a Amnistia Internacional, Escritório do Alto Comissário das Nações Unidas para os Direitos Humanos, PEN club, a Organização Mundial Contra a Tortura, Frente Line Defenders e a International Association of Democratic Lawyers pediram a sua libertação.
Desde a detenção de Cuixart, a figura pública mais importante da entidade foi o porta-voz Marcel Mauri. 
Em 15 de março do 2018 a Guarda Civil (Espanha) selou a sede da entidade cultural durante todo o dia, levando documentação de contabilidade dos anos 2016-2018 e cópia em CD; três telefones móveis, um dos quais pessoal; quatro discos duros e requisitaram o correio de quatro trabalhadores. Ao todo, 10 gigas de documentação e 320 gigas de imagens do banco gráfico.

### Número de sócios
| Ano  | Sócios  |
| ---- | ------- |
| 2008 | 19.000  |
| 2009 | 20.000  |
| 2010 | 23.000  |
| 2011 | 27.000  |
| 2012 | 31.791  |
| 2013 | 37.289  |
| 2015 | 54.452  |
| 2016 | 62.573  |
| 2017 | 95.359  |
| 2018 | 131.494 |

## Âmbitos de trabalho e actividade

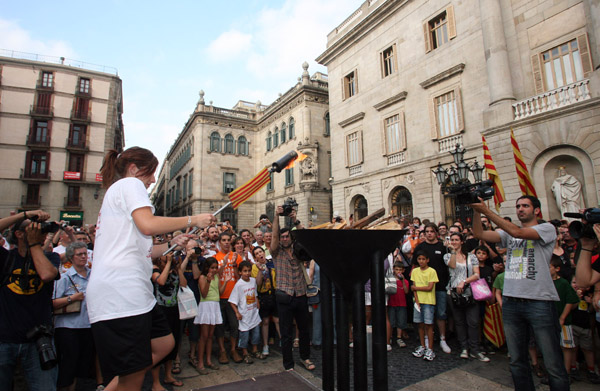
Lume do Canigó em Barcelona.

### Cultura
- Noite literária de Santa Lúcia — a Festa das Letras Catalãs na qual se entregam alguns dos prémios mais prestigiosos das letras catalãs. Celebra-se de forma itinerante e é transmitido ao vivo pela cadeia de televisão TV3. Nos dias anteriores organizam-se diversas atividades na cidade que acolhe a festa.
- Prémio de Honra das Letras Catalãs — O projeto quer prestigiar os grandes referentes da cultura catalã e dar a conhecer a sua obra. A princípios de junho celebra-se o ato de entrega no Palácio da Música Catalã.
- A Lança de Sant Jordi — Na festa de Sant Jordi a Òmnium sai à rua de muitas cidades com várias atividades, impulsionando nos dias anteriores uma campanha na Internet para dar a conhecer as novidades editoriais em catalão e fomentar o consumo. Encerra com uma festa do mundo literário e editorial.
- A chama do Canigó — Esta festa da chama e dos fogos de artifício de São João é uma forma de coesão e construção coletiva muito difundida por todos os territórios de Língua catalã. Organiza-se o acesso ao Canigó e dá-se apoio às equipas do fogo de por todos os lados do país. Também organiza o ato de receção no Parlamento da Catalunha e na praça de Sant Jaume de Barcelona.
- Calendário de Tradições e Costumes — Calendário ilustrado com as festas tradicionais mais relevantes dos Países Catalães, e dar a conhecer os costumes e elementos gastronómicos mais importantes.
- Outras atividades — Durante todo o ano a Sede Nacional e as regionais acolhem conferências, mesas redondas, ciclos culturais e apresentações.

### Língua e educação
- El Tinter de les Lletres Catalanes — Quer fomentar o uso do catalão escrito nos centros educativos e estimular a criatividade das crianças e jovens. Agrupa o Prémio Sambori Òmnium de narrativa e o Prémio Pissiganya de poesia.
- Observatório da Língua Catalã — Formado pela Òmnium e Plataforma pela Língua, o Observatório encarrega o centro CRUSCAT do Instituto de Estudos Catalães o Relatório sobre a situação da língua catalã e organiza apresentações sobre a Língua catalã.
- Somos Escola — Plataforma formada por entidades cívicas e educativas em defesa do modelo de escola catalã de forma a coordenar respostas aos ataques perpetuados contra o modelo de imersão linguística em uso desde os anos 80. Atividades de mobilização diversas.

### Coesão social
Vários projetos de coesão:
- A toda voz é um programa que consiste numa leitura pública de poesia que se faz nas datas próximas aos festejos de Sant Jordi. Fazem-se duplas de pessoas, uma tem como língua própria o catalão e a outra uma língua diferente, e leem em público poemas na língua original e a tradução em catalão. É uma atividade aberta a todos os que queiram participar E cada ano gira à volta de um eixo temático.
- Arrelarreu - Trabalho entre centros educativos e bibliotecas para fomentar o vínculo a partir de contos populares de várias tradições).

### País
- Festa pela Liberdade — e outras atos centrais ao Dia Nacional da Catalunha, a 11 de setembro. Realizam-se atos por toda a Catalunha e em Barcelona a Festa pela Liberdade.
- Internacionalização — Ações comunicativas, de divulgação e diplomacia cívica para dar a conhecer o processo catalão ao mundo e procurar complicidades e apoios. Algumas das campanhas já feitas são: "Catalans want to vote", "What do you know about Catalan culture?", "What's going on in Catalonia?"
- Campanhas de mobilização — Diversas campanhas e atos destinados a difundir o direito a decidir e a independência de Catalunha. Algumas ações dos últimos anos: Campanha Um país normal, Concerto pela Liberdade, campanha Agora é a hora (juntamente com a Assembleia Nacional Catalã), Amanhã podes ser tu.[17]

## Sedes
A sede nacional da Òmnium está situada na rua Diputació de Barcelona. Mas a entidade conta ainda com 40 sedes regionais repartidas por toda a Catalunha. 
Além destas, a Òmnium tem presença na Catalunha do Norte e Alghero:
- Òmnium Cultural Catalunha Norte - é uma entidade que atua no Rosselló, com sede em Perpinhã, e que se fundou no ano 1987.
- Òmnium Cultural Alguer- é uma entidade constituída na cidade da Sardenha em 1991, e mantém uma estreita relação com Òmnium Cultural. Entre os seus fundadores encontramos Francesc Manunta, Antoni Soggiu, Carmela Frulio e outros que dão apoio às atividades linguísticas a favor do catalão. Faz parte do Observatório da Língua Catalã.

## Lista de presidentes
| #  | Nome                               | Início mandato          | Fim do mandato          | Refs   |
| -- | ---------------------------------- | ----------------------- | ----------------------- | ------ |
| 1  | Fèlix Millet i Maristany           | 11 de julho de 1961     | 1968                    |        |
| 2  | Paz Riera i Sala                   | 1968                    | 1 de abril de 1978      | [ 18 ] |
| 3  | Joan Vallvé e Cruzes               | 1 de abril de 1978      | 28 de fevereiro de 1984 | [ 19 ] |
| 4  | Joan Carreras i Martí              | 28 de fevereiro de 1984 | 20 de março de 1986     |        |
| 5  | Josep Millàs i Estany              | 20 de março de 1986     | 2 de abril de 2002      | [ 20 ] |
| 6  | Miquel Bês i Calzadilla (interino) | 2 de abril de 2002      | 18 de novembro de 2002  |        |
| 7  | Jordi Porta i Ribalta              | 18 de novembro de 2002  | 20 de março de 2010     | [ 21 ] |
| 8  | Muriel Casals i Couturier          | 20 de março de 2010     | 21 de julho de 2015     | [ 22 ] |
| 9  | Quim Torra (interino)              | 21 de julho de 2015     | 19 de dezembro de 2015  |        |
| 10 | Jordi Cuixart                      | 19 de dezembro de 2015  | No cargo                | [ 23 ] |

## Prémios e reconhecimentos
Em 1984 a Generalidade da Catalunha se concedeu-lhe a Creu de Sant Jordi e em 2012, a Medalha de Ouro da Generalidade da Catalunha, um galardão que compartilhou com a Cáritas; e o Prémio Nacional de Projeção Social da Língua Catalã. 

## Fundo documental
A 18 de abril de 2007, a Òmnium Cultural cedeu o seu fundo documental ao Arquivo Nacional de Catalunha, tal como estabelece o contrato que assinaram o então presidente da entidade, Jordi Porta, e o Conselheiro de Cultura, Joan Manuel Tresserras. O fundo, que inclui o período 1961-1990, é considerado um dos mais importantes para documentar o ativismo da sociedade civil catalã em defesa da língua e da sua cultura durante os últimos anos do franquismo, a Transição Espanhola e o início da democracia. Trata-se da documentação da entidade cultural, com conteúdos fundamentais para o estudo da defesa da língua e cultura catalãs e da resistência contra o regime. No acervo encontra-se a documentação de Secretaria (órgãos diretores, relatórios jurídicos, delegações territoriais, relações com outras entidades); concessão de bolsas e ajudas; cursos de história da Catalunha; edição de livros e audiovisuais; prémios (Festas de Santa Llúcia, Baldiri Reixach, Prémio de Honra das Letras Catalãs); documentação de Fèlix Millet e de outros membros de Òmnium Cultural; contabilidade; e arquivo visual e sonoro.